# Calle de Marco
La calle de Marco es una vía pública de la ciudad española de Sagunto.

## Descripción
La vía discurre desde la calle de Romeu hasta la de la Trinidad. Se llamó «calle del Alfondech», pero con el título actual recuerda a una familia que moró en ella. Aparece descrita en el Nomenclator de las calles, plazas y puertas antiguas y modernas de la ciudad de Sagunto (1901) de Antonio Chabret y Fraga con las siguientes palabras:

Marco (calle de). Empieza en la calle de Romeu y desemboca en la de la Trinidad. Este nombre es relativamente moderno y debido á la casualidad de haber habitado en esta calle una familia que se apellidaba Marco. El nombre antiguo era Alfondech, como puede verse en su lugar correspondiente.
(Chabret y Fraga, 1901b, pp. 62-63)